# 450
450 (CDL) fue un año común comenzado en domingo del calendario juliano, en vigor en aquella fecha.
En el Imperio romano, el año fue nombrado el del consulado de Valentiniano y Avieno, o menos comúnmente, como el 1203 Ab urbe condita, adquiriendo su denominación como 450 a principios de la Edad Media, al establecerse el anno Domini.
Es el año 450 del primer milenio, el año 50 del siglo V y el primer año de la década de 450.

## Acontecimientos
- Concilio de Calcedonia en el que se combate la herejía de Eutiquio.
- Marciano es nombrado emperador romano de Oriente; reinará hasta 457.
- Inicio de la fase Xolalpan de Teotihuacán en Mesoamérica, de acuerdo con la cronología de René Millon.

## Nacimientos
- Chilperico II, rey de los burgundios.
- Guntamundo, rey de vándalos y alanos.
- Justino I, emperador bizantino.
- Trasamundo, rey de los vándalos y los alanos.

## Fallecimientos
- San Vicente de Lerins, santo y padre de la Iglesia.
- Gala Placidia, hija del emperador romano Teodosio I.

## Arte y literatura
- Construcción del Mausoleo de Gala Placidia en Rávena.